# الكأس السلطانية 1930
كَأْسُ السُّلْطَانِ حُسَين 1930 هي النُّسْخة الرَّابِعة عَشَر من بُطولة كَأْس السُّلطان حُسَين. لُعبت البُطولة في عام 1930، وفاز بها التِّرْسانة بعد فوزه في النهائي على المُخْتَلط بنَتيجة 1–0.